# فيراري أف إكس إكس كيه
فيراري أف إكس إكس كيه هي سيارة سباق عالية الأداء بنيت من قبل الشركة المصنعة للسيارات فيراري في مارانيلو، إيطاليا والذي صممه المهندس المعماري فلافيو مانزوني مدير فيراري سنترو ستيل. صممت هذه السيارة على قاعدة عجلات وهيكل لافيراري القياسية حيث كان من المتوقع أن تسمى بلافيراري إكس إكس، لكن شركة فيراري غيرت الاسم ل فيراري اف اكس اكس كيه. في التسمية يرمز حرفي الإكس بالانكليزية إلى الطراز المعدل أما الحرف كيه فيرمز إلى نظام استعادة الطاقة الحركية كيرز المستعمل في سيارات الفورمولا 1.
السيارة مزودة بمحركين واحد يعمل بالبنزين بقوة 849 حصان من 12 إسطوانة بشكل حرف في بسعة 6.2 لتر معدّل واخر كهربائي بقوة 186 حصان حيث يصبح مجموع الأحصنة 1035 حصانا. تتسارع السيارة لتصل إلى سرعة 100 كلم بالساعة خلال 2.8 ثانية وتصل سرعتها القصوى إلى 350 كلم بالساعة.